# Nicolle Lowe
Pour les articles homonymes, voir Lowe.
Nicole Lowe ou Louve est un personnage historique français masculin, mort à Metz le 10 février 1462.

## Lowe et Jeanne d'Arc
Le 20 mai 1436, une jeune femme qui se fait appeler Claude se présente à la Grange-aux-Ormes, près de Saint-Privat au sud de Metz. Elle veut rencontrer les deux frères de Jeanne d'Arc, cinq ans après la mise au bûcher de la Pucelle d'Orléans. Pierre et Jean du Lys, les deux frères, la rencontrent et la reconnaissent pour celle qu'elle prétend être : leur défunte sœur. 
Aussitôt la nouvelle répandue, d'anciens compagnons d'armes de Jeanne d'Arc veulent la rencontrer dans l'espoir de la confondre. Le 21 mai elle rencontre Nicolle Lowe (ou Nicole, Nicolas Louve), un chevalier de Metz qui avait déjà rencontré Jeanne à Reims. Non seulement ce dernier ne la confond pas, mais il la reconnaît lui aussi comme Jeanne d'Arc. A Marieulle ce sont Jeffroy Dex et "plusieurs de Metz" à leur tour de la reconnaître.
Louve aurait offert à Jehanne "un roussin du prix de trente francs et une paire de houseaux".

## Source
- (fr) Alain Decaux, Histoires secrètes de l'Histoire, éditeur : Jules Tallandier, Paris, 1973
- (fr) Chronique du doyen de Saint-Thiébaut  in Dom Calmet, Histoires de Lorraine, tome V (1755)
- (fr) Alain Atten, "Le  patricien Nicole Louve et Philippe-le-Bon. Un exploit diplomatique messin à Luxembourg en 1451", Mémoires de l'académie nationale de Metz, 2006.